# オン・マイ・マインド (エリー・ゴールディングの曲)
オン・マイ・マインド（On My Mind）は、イギリスの歌手エリー・ゴールディングの楽曲。2015年9月17日、3枚目のアルバム「デリリウム」のリードシングルとしてリリースされた。

## 背景
元々2015年3月にリリースする予定であったが、同年1月に映画フィフティ・シェイズ・オブ・グレイのサウンドトラックとしてリリースしたシングル「Love Me Like You Do」が世界的な大ヒットを記録したため、シングル「Powerful」を間に挟み一時リリースを延期している。
2015年8月6日、アイハート・サミットで新しいシングル「On My Mind」をリリースすることを発表。9月14日、インスタグラムでシングルを3日後にリリースすることが発表され、次の日に15秒のビデオクリップが公開された。リリース前のレビューとして、商業的成功を収めた「Love Me Like You Do」からのプロデューサーチームであるブリットは、この曲を「前作 (Love Me Like You Do) より更に商業的なポップサウンド」と表現した。
9月17日、シングル「On My Mind」がポリドール・レコードからリリースされた。この日に全世界でデジタルダウンロード形式でリリースされ、次の日にユニバーサルミュージックからイタリアでリリースされ、9月22日にインタースコープ・レコードからアメリカでリリースされ、10月16日に3組のDJからなるリミックスバージョンが解禁された。

## 楽曲構成
「On My Mind」は、エリー・ゴールディング、サヴァン・コテカ、マックス・マーティン、イリヤ・サルマンザデーによって書かれ、後者の2人がプロデューサーを務めた。

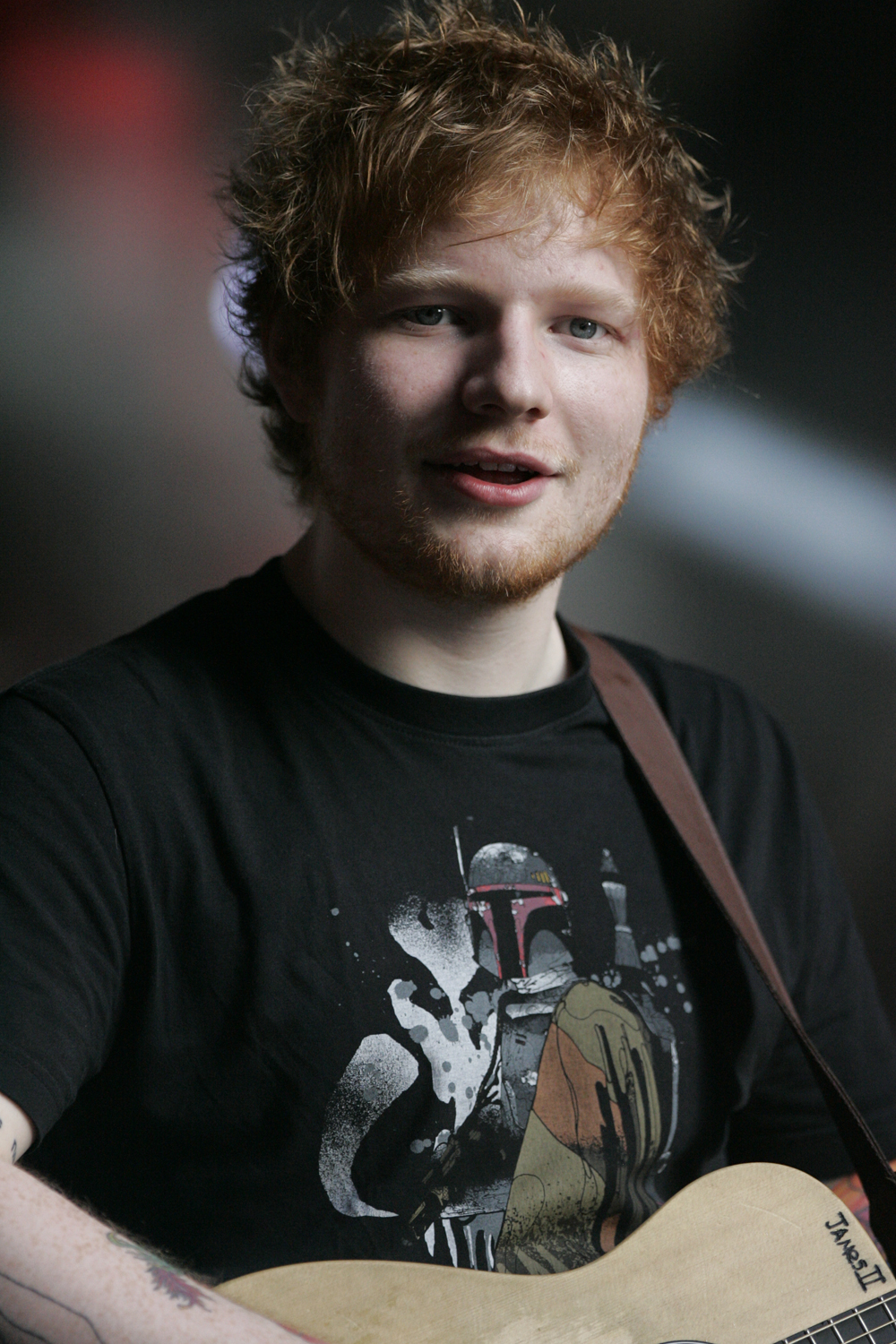
2013年夏のエド・シーラン

### 作詞
曲の歌詞はワンナイトラブを題材に書かれており、一緒にいてはいけない相手と共にする時間の心と体の矛盾を歌っている。多くの批評家がこの曲をエド・シーランの「Don't」に対するアンサーソングだと見解を述べているが、ゴールディングが「特定の人物について歌ってると望んでる人には申し訳ないけど、そんな事実はまったくないし、そんなの神話みたいなものよ。」ときっぱり否定している。2人は2013年の夏に交際していた。

### 作曲
アルフレッドミュージックがMusicnotes.comに公開している楽譜によると、曲はニ短調で作られ、毎分156ビートのテンポで構成されている。ジャンルはエレクトロポップとR&Bで、楽器は主にスクラッチギター、トラップドラム、スラップビート、シンコペーションしたエレクトロニカで構成される。アイドレイターのビアンカ・グレイシーは、この曲を「現代の音楽ジャンルを支配している爽やかな雰囲気のシンセから、上手く一線を外した曲。」と表現した。ビルボードのスティーブン・ホロヴィッツとUSAトゥデイのメーブ・マクダーモットは、この曲の特徴的なギターをザ・ポリスの「孤独のメッセージ」に似ていると指摘している。

## 評価
「On My Mind」は批評家から概ね肯定的評価を受けた。スピンのブレナン・カーリーは「今までで一番最高なシングル」と高評し、MTVニュースのクリスティーナ・ガリバルディは「今までのポップミュージックの全てのジャンルを網羅するアップテンポな曲」と表現した。デジタルスパイのルイス・コーナーは、この曲に5ツ星のうち星4つを与え「ゴールディングがポップミュージックで最も勢いのある人物になった瞬間」と評した上で「ザ・ポリスを彷彿とさせるギターと心を揺さぶるコーラス（一部略）は、頭から離れることが決して無いよ。何を題材にした曲かは定かではないけど、確かに言えることはエリーが新たな一歩を踏み出して前進したということだろうね。」と感想を述べた。また、ステレオガムによる「2015年のポップソングベスト50」では22位にランクインした。

## ミュージックビデオ
付随するミュージックビデオはラスベガスで撮影され、監督はカルヴィン・ハリスとのコラボ曲「I Need Your Love」からのビデオディレクター、エーミール・ナヴァが務めた。映画「テルマ&ルイーズ」がモチーフとなっており、相方となるもう1人の女性の存在や銃を撃ち金をばら撒くさまなど、同映画のオマージュともとれるシーンがいくつか存在する。

## トラックリスト
| #  | タイトル                                                    | 作詞 | 作曲・編曲 | 時間 |
| -- | ----------------------------------------------------------- | ---- | ---------- | ---- |
| 1. | 「オン・マイ・マインド」                                    |      |            | 3:35 |
| 2. | 「オン・マイ・マインド」(ジャックス・ジョーンズ リミックス) |      |            | 4:13 |

| #  | タイトル                                                    | 作詞 | 作曲・編曲 | 時間 |
| -- | ----------------------------------------------------------- | ---- | ---------- | ---- |
| 1. | 「オン・マイ・マインド」                                    |      |            | 3:35 |
| 2. | 「オン・マイ・マインド」(ジャックス・ジョーンズ リミックス) |      |            | 4:13 |
| 3. | 「オン・マイ・マインド」(カーレッジ リミックス)             |      |            | 4:04 |

| #  | タイトル                                                  | 作詞 | 作曲・編曲 | 時間 |
| -- | --------------------------------------------------------- | ---- | ---------- | ---- |
| 1. | 「オン・マイ・マインド」(ジャクス・ジョーンズ リミックス) |      |            | 4:13 |
| 2. | 「オン・マイ・マインド」(メトロノミー リミックス)         |      |            | 3:11 |
| 3. | 「オン・マイ・マインド」(カーレッジ リミックス)           |      |            | 4:04 |

| #  | タイトル                                            | 作詞 | 作曲・編曲 | 時間 |
| -- | --------------------------------------------------- | ---- | ---------- | ---- |
| 1. | 「オン・マイ・マインド」(エムケー リミックス)       |      |            | 6:11 |
| 2. | 「オン・マイ・マインド」(エムケー ダブバージョン)   |      |            | 6:10 |
| 3. | 「オン・マイ・マインド」(X-ミックス 編曲バージヨン) |      |            | 4:41 |

## チャート成績
この曲はアメリカのBillboard Hot 100で22位でデビューし、ゴールディングのシングル史上最多となる初週販売数を記録した。
| チャート (2015−16)                       | ピーク |
| ---------------------------------------- | ------ |
| オーストラリア (ARIA)                    | 3      |
| オーストリア (Ö3 Austria Top 40)         | 14     |
| ベルギー (Ultratop 50 Flanders)          | 10     |
| ベルギー (Ultratop 50 Wallonia)          | 18     |
| ブルガリア (IFPI)                        | 25     |
| カナダ (Canadian Hot 100)                | 10     |
| カナダ AC (Billboard)                    | 6      |
| カナダ CHR/Top 40 (Billboard)            | 4      |
| カナダ Hot AC (Billboard)                | 4      |
| コロンビア (Monitor Latino)              | 8      |
| チェコ (Rádio Top 100)                   | 33     |
| チェコ (Singles Digitál Top 100)         | 5      |
| デンマーク (Tracklisten)                 | 16     |
| ドミニカ共和国 (Monitor Latino)          | 7      |
| フィンランド (Suomen virallinen lista)   | 8      |
| フランス (SNEP)                          | 54     |
| ドイツ (GfK Entertainment charts)        | 9      |
| ハンガリー (Single Top 40)               | 17     |
| アイルランド (IRMA)                      | 6      |
| イスラエル (Media Forest)                | 9      |
| イタリア (FIMI)                          | 16     |
| メキシコ Top 20 Inglés (Monitor Latino)  | 10     |
| オランダ (Dutch Top 40)                  | 8      |
| オランダ (Single Top 100)                | 11     |
| ニュージーランド (Recorded Music NZ)     | 4      |
| ノルウェー (VG-lista)                    | 14     |
| ポーランド (Polish Airplay Top 100)      | 37     |
| ポーランド (Dance Top 50)                | 48     |
| ポーランド (Polish TV Airplay Chart)     | 1      |
| ポルトガル (AFP)                         | 25     |
| スロバキア (Rádio Top 100)               | 20     |
| スロバキア (Singles Digitál Top 100)     | 2      |
| スコットランド (Official Charts Company) | 7      |
| スロベニア (SloTop50)                    | 21     |
| スペイン (PROMUSICAE)                    | 19     |
| スウェーデン (Sverigetopplistan)         | 18     |
| スイス (Schweizer Hitparade)             | 17     |
| UK シングルス (OCC)                      | 5      |
| US Billboard Hot 100                     | 13     |
| US Adult Contemporary (Billboard)        | 16     |
| US Adult Top 40 (Billboard)              | 1      |
| US Dance/Mix Show Airplay (Billboard)    | 5      |
| US Pop Airplay (Billboard)               | 5      |
| US Rhythmic (Billboard)                  | 36     |

| チャート (2015)                    | ピーク |
| ---------------------------------- | ------ |
| オーストラリア (ARIA)              | 74     |
| ドイツ (Official German Charts)    | 86     |
| イタリア (FIMI)                    | 95     |
| オランダ (Dutch Top 40)            | 50     |
| オランダ (Single Top 100)          | 90     |
| イギリス (Official Charts Company) | 75     |

| チャート (2016)                              | ピーク |
| -------------------------------------------- | ------ |
| ブラジル (Brasil Hot 100)                    | 88     |
| カナダ (Canadian Hot 100)                    | 78     |
| アメリカ Billboard Year-End Hot 100          | 81     |
| イギリス Adult Contemporary (Billboard)      | 37     |
| アメリカ アルバム Top 40 (Billboard)         | 18     |
| アメリカ メインストリーム Top 40 (Billboard) | 37     |

## 認定
| 地域             | 認定       | Ref.   |
| ---------------- | ---------- | ------ |
| オーストラリア   | プラチナ×2 | [ 86 ] |
| ベルギー         | ゴールド   | [ 87 ] |
| カナダ           | プラチナ   | [ 88 ] |
| デンマーク       | ゴールド   | [ 89 ] |
| ドイツ           | ゴールド   | [ 90 ] |
| イタリア         | プラチナ   | [ 91 ] |
| ニュージーランド | プラチナ   | [ 92 ] |
| ノルウェー       | プラチナ   | [ 93 ] |
| ポーランド       | プラチナ×2 | [ 94 ] |
| スペイン         | プラチナ   | [ 95 ] |
| スウェーデン     | プラチナ   | [ 96 ] |
| イギリス         | プラチナ   | [ 97 ] |
| アメリカ         | プラチナ×2 | [ 98 ] |

## 各国のリリース日
| 地域     | 発売日         | 規格                          | バージョン          | レーベル             | Ref.   |
| -------- | -------------- | ----------------------------- | ------------------- | -------------------- | ------ |
| 全世界   | 2015年9月17日  | デジタルダウンロード          | オリジナル          | Polydor              | [ 6 ]  |
| イタリア | 2015年9月18日  | コンテンポラリー ヒットラジオ | オリジナル          | Universal            | [ 7 ]  |
| アメリカ | 2015年9月22日  | コンテンポラリー ヒットラジオ | オリジナル          | Cherytree Interscope | [ 8 ]  |
| 全世界   | 2015年10月16日 | デジタルダウンロード          | リミックス          | Polydor              | [ 9 ]  |
| ドイツ   | 2015年10月23日 | CD                            | オリジナル          | Universal            | [ 26 ] |
| 全世界   | 2015年10月30日 | デジタルダウンロード          | エムケー リミックス | Polydor              | [ 28 ] |
| イギリス | 2015年11月6日  | CD (HMV限定バージョン)        | オリジナル          | Polydor              | [ 27 ] |